# موليدو
بلدية موليدو (بالإسبانية: Molledo)‏، هي إحدى بلديات منطقة كانتابريا, المصنفة على أنها مقاطعة أيضاً، في شمال إسبانيا.
يبلغ عدد سكانها 1.884 نسمة وفقاً لإحصائية سنة (2002).

## أعلام
- فيديريكو سايز